# Уедър Рипорт
„Уедър Рипорт“ (на английски: Weather Report) е американска джаз фюжън група, активна през 70-те и началото на 80-те години на ХХ век. Групата е ръководена съвместно от австрийския кийбордист Джо Завинул и американския саксофонист Уейн Шортър (отначало и чешкия контрабасист Мирослав Витуш). Други видни членове през различни периоди са: Джако Пасториъс, Питър Ърскин, Алекс Акуня, Алфонсо Джонсън, Виктор Бейли, Аирто Морейра и Честър Томпсън.
Подобно на джаз групите на Майлс Дейвис, „Махавишу Оркистра“, „Ретърн Ту Форевър“ и „Хедхънтърс“, „Уедър Репорт“ е приемана като една от водещите джаз фюжън групи. „Уедър Рипорт“ е изключително продуктивна джаз формация, въпреки честите кадрови промени. През годините те са 16 – от 1970 до 1986 г.
Годините на съществуване на „Уедър Рипорт“ са характерни с експерименти в различни области, с ядро в джаза (включително фрий и латино джаза), но съдържащи и елементи от арт музиката, етническата музика, ритъм енд блуса, фънка и рока. Макар работата им да е категоризирана често като „джаз фюжън“, членовете на групата отказват да приемат това определение.
От самото начало „Уедър Рипорт“ поемат по необичаен и иновативен път, с който да изоставят традиционната схема „соло-акомпанимент“ на автентичния джаз, и разработват композиции, където всеки член може свободно да импровизира. Тази стилистика остава непроменена в целия творчески път на групата. От средата на 70-те индивидуалните сола са изведени на преден план, но те никога не засенчват характерния стил на групата. Музиката на групата представя свободна и обширна импровизаторска техника (подобно на периода на Майлс Дейвис с Bitches Brew).
Джо Завинул, който отдава предпочитание на мелодичните импровизации, обединяващи едновременно бибоп, етнически и поп звучене, примесени с редки, но ритмични биг-бендови акорди или изразени бас линии. След като си създава име като пионер в електрическото пиано, той развива все повече и повече ролята на синтезатора в джаза по време на работата си в „Уедър Рипорт“. Работил с компании като Ей-Ар-Пи и Обърхайм, Завинул развива нови начини за озвучаване и наслояване на електронните тонове свързани в текстури, ансамбълни роли (включително емулации на традиционния бендови инструменти) и изразени солови изпълнения. В „Уедър Рипорт“ той често използва вокодер, както и предварително записани звуци (например филтрирани и транспозирани) за синтезатор, с което създава характерната за него красива джаз хармония и „шум“ (което той нарича „използването на всички звуци, които светът генерира“). При композициите на „Уедър Рипорт“ синтезаторните са водещи инструменти и определят характерното за групата звучене.

## Дискография
- Weather Report (1971) Billboard Jazz Albums #7 място
- I Sing the Body Electric (1972) Billboard 200 #147 място
- Live in Tokyo (1972)
- Sweetnighter (1973) Billboard 200 #85
- Mysterious Traveller (1974) Billboard 200 #46
- Tale Spinnin (1975) Billboard 200 #31
- Black Market (1976) Billboard 200 #42
- Heavy Weather (1977) Billboard 200 #30
- Mr. Gone (1978) Billboard 200 #52
- 8:30 (1979) Billboard 200 #47
- Night Passage (1980) Billboard 200 #57
- Weather Report (1982) Billboard 200 #68
- Procession (1983) Billboard 200 #96
- Domino Theory (1984) Billboard 200 #136
- Sportin' Life (1985) Billboard 200 #191
- This Is This (1986) Billboard 200 #195
- Live and Unreleased (2002) Billboard Top Contemporary Jazz Albums #21
- Forecast: Tomorrow (2006) Billboard Top Contemporary Jazz Albums #18